# Congratulations (песня Пьюдипая, Roomie и Boyinaband)
«Congratulations» (с англ. — «Поздравляем») — песня шведского ютубера Пьюдипая, шведского певца Roomie и английского музыканта Boyinaband. Сингл был выпущен 31 марта 2019 года с сопровождающим музыкальным видео на YouTube в качестве ответа на опережение T-Series Пьюдипая по количеству подписчиков.

## Предыстория
В середине 2018 года число подписчиков индийского музыкального видеоканала T-Series быстро приблизилось к числу шведского веб-комика и летсплейщика Пьюдипая, который на тот момент имел наибольшее количество подписчиков на YouTube. В качестве ответа поклонники Пьюдипая и другие ютуберы выразили свою поддержку Пьюдипаю, в то время как поклонники T-Series и другие ютуберы выразили поддержку T-Series в битве подписчиков PewDiePie vs T-Series. В ходе битвы оба канала быстро набирали большое количество подписчиков. Эти два канала опережали друг друга по подписчикам в феврале, марте и апреле 2019 года.

## Музыка и текст песни
«Congratulations» — оптимистичная синти-поп/хип-хоп песня, дисс-трек. В музыкальном видео Пьюдипай критикует председателя T-Series Бхушана Кумара за предполагаемое уклонение от уплаты налогов (со ссылкой на статью Times of India), а также за достижение их раннего успеха путём продажи пиратских песен. В видео Пьюдипай также благодарит своих поклонников за поддержку.

## Отзывы
Песня собрала 14 259 240 просмотров в первые 24 часа после загрузки видео. Популярность видео помогла Пьюдипаю набрать 168 000 подписчиков 31 марта и 309 000 подписчиков 1 апреля, что помогло ему обогнать T-Series в тот день, опередив на 512 000 подписчиков 8 апреля. Прирост новых зрителей от видеоклипа вскоре снизился, благодаря чему T-Series вновь опередил Пьюдипая 14 апреля 2019 года.
Через восемь дней после выхода «Congratulations» он был запрещён в Индии, наряду с более ранним дисс-треком Пьюдипая «Bitch Lasagna». Верховный суд Дели наложил судебный запрет на эти две песни по просьбе T-Series, которая утверждала, что треки были «клеветническими, пренебрежительными, оскорбительными и обидными» и что песни содержали «комментарии с оскорбительным, вульгарным, а также расистским характером». В своём решении суд отметил, что Пьюдипай при общении с T-Series после выхода «Bitch Lasagna» извинился и «заверил, что он не планирует больше видео на эту тему».
В августе 2019 года сообщалось, что T-Series и Пьюдипай урегулировали свои юридические споры вне суда.

## Чарты
| Чарт (2019)                                    | Высшая позиция |
| ---------------------------------------------- | -------------- |
| Новая Зеландия Hot Singles (Recorded Music NZ) | 27             |
| Шотландия (OCC Scotland)                       | 77             |
| Швеция Heatseeker (Sverigetopplistan)          | 8              |
| США Comedy Digital Track Sales (Billboard)     | 1              |